# Freskó
A freskó (olasz a fresco, affresco) a murális művészet olyan fajtája, ahol az alap a festéskor még friss, nedves vakolat, a festék pedig mészvízzel összekevert porfesték. A festék a habarcsréteg belsejébe hatol, azzal szervesül, együtt köt meg vele. A falfestészet ettől eltérő módja a szekkó (a secco) technika, amikor száraz vakolatra festenek.

## Anyagai

### A habarcs

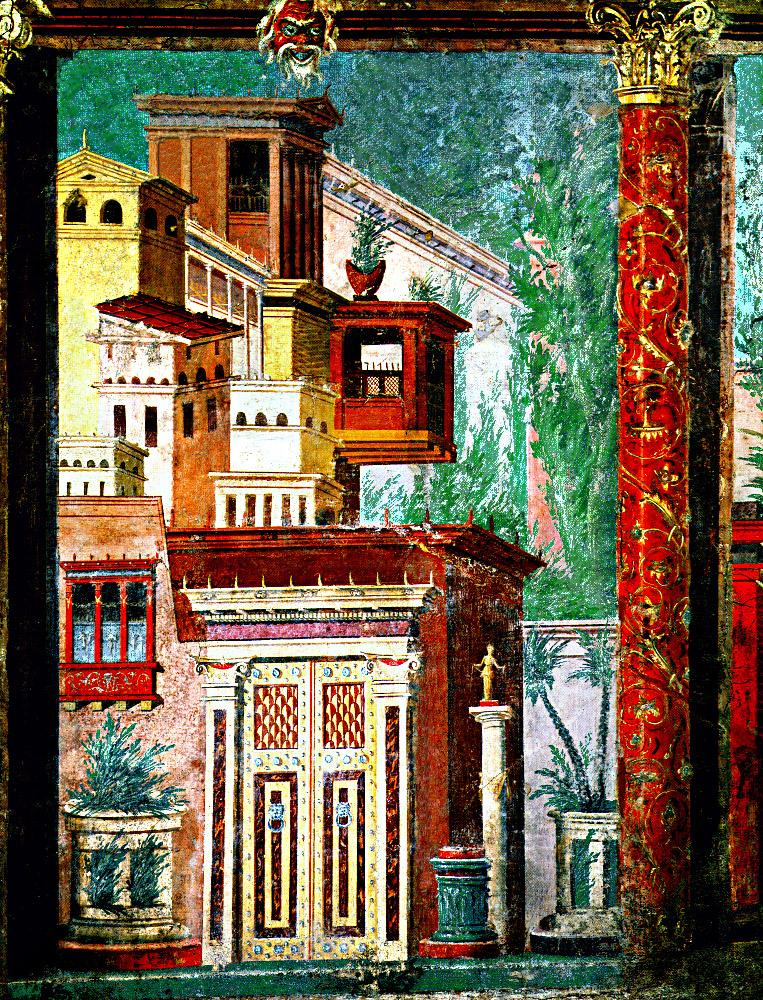
Freskó Pompeiiből

A habarcs, amiből a vakolat lesz, mész, homok és víz keveréke. Nagy jelentősége van annak, hogy mindhárom alkotórész a lehető legjobb minőségű legyen.
Az az oltott mész, ami általában kőművesmunkák céljára megfelel, itt nem elég jó: 5–10 éves „vermelt”, állni, letisztulni hagyott meszet használnak, hogy elkerüljék az utóoltódás következtében fellépő kipattogzásokat, repedéseket.
A homoknak agyagtól és sótól mentesnek kell lennie, csak édesvízi vagy folyami homok jöhet számításba, és azt is jól át kell szitálni, mosni. A habarcs készítésekor viszont a homoknak száraznak kell lennie.

### A festék
Ha az oltott meszet vízzel hígítjuk, tejszerű folyadékot nyerünk: ez a mésztej. Ha pihenni hagyjuk, a mész lassanként a fenékre száll, leülepszik, a fölötte megmaradó átlátszó folyadék még mindig tartalmaz meszet: ez a mészvíz. Ez a freskófestészet festőszere, a porfestéket ezzel az anyaggal összekeverve kapjuk a freskó festékanyagát. Csak mészálló festékek használhatók, elsősorban fémoxidok, földfestékek, ez behatárolja a rendelkezésre álló színskálát.

## A freskófestés menete
A freskófestészet meghatározó törvénye, hogy a vakolat és a mészfesték viszonylag hamar megköt, tehát 6–8 óra alatt a munkát be kell fejezni, utólagos finomításokra már nincs mód. Nagyobb felületű képek készítése tehát csak kisebb, egy nap alatt elkészíthető adagokban (giornate) lehetséges, egyszerre mindig csak néhány négyzetméternyi felületet készítenek elő, majd festenek meg.

### A karton
Az előbbiekből következik, hogy a munka megkezdésekor már tökéletesen kiforrott elképzeléssel, tervekkel kell rendelkeznie a művésznek, és ezt minél gyorsabban meg kell tudnia valósítani. Ennek érdekében legtöbbször eredeti nagyságú vázlatot, kartont készítenek, amelyet majd a helyszínen a festés megkezdése előtt „pauzálnak”, a felületre átmásolnak. Ennek különösen nagy jelentősége van akkor, ha a befestendő felület geometriailag bonyolult formájú, például egy kupola belső felülete.

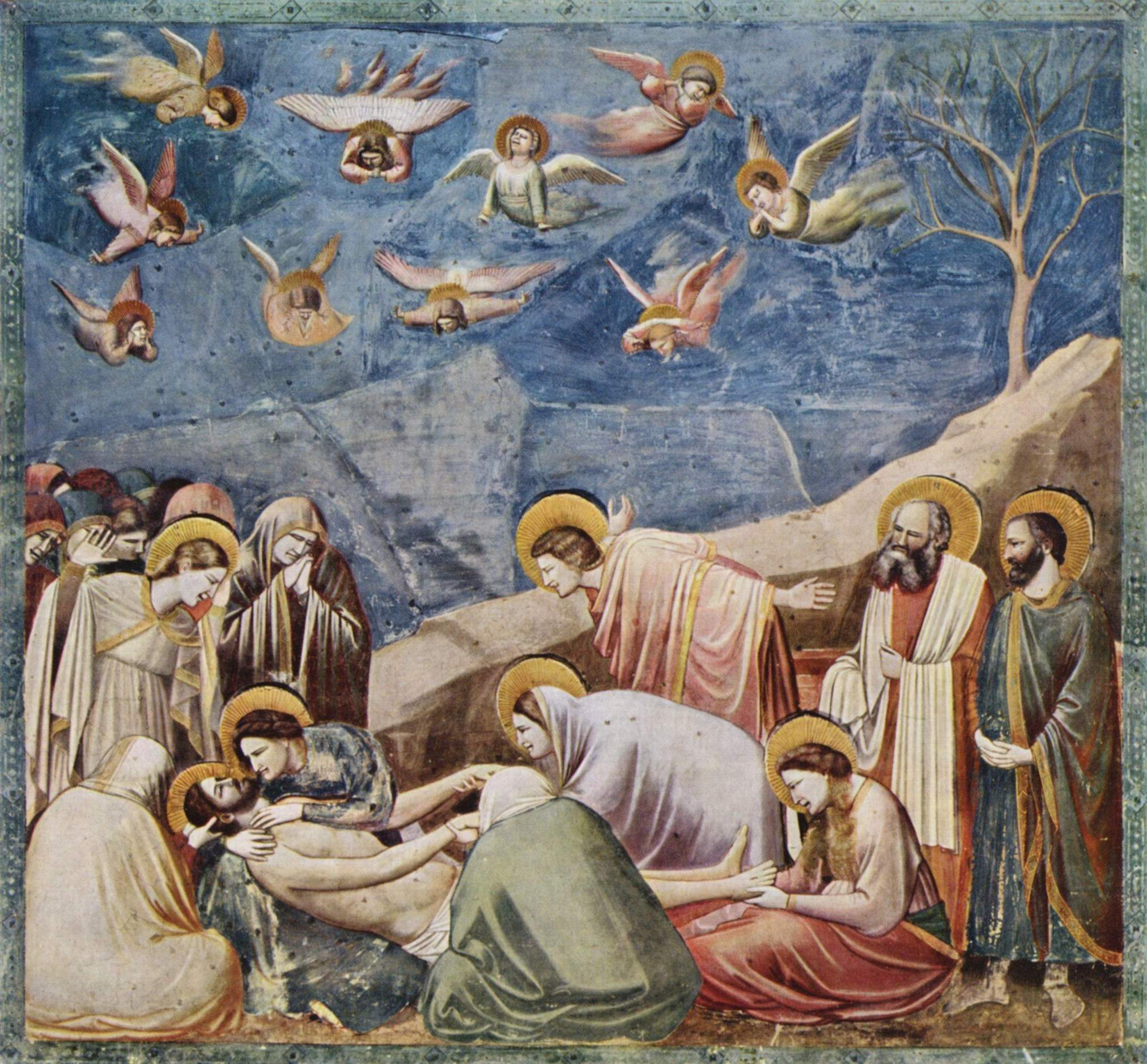
Giotto: freskó a Cappella degli Scrovegniben, Padova

### Alapozás
A freskó hordozója a vakolat, ennek minősége határozza meg az egész mű tartósságát.
- Az alapozás a csupasz fal benedvesítésével kezdődik.
- Első réteg: fröcskölt vakolat, a kőműveskanállal a falra löttyintett, nem elsimított réteg, kb. 1 cm.
- Második vakolatréteg: a középréteg, ez már lehúzó léccel el van egyengetve, kb. 2 cm vastag.
- Harmadik réteg: ez a festőréteg, az intonaco, ez már tökéletesen simára van kidolgozva, Vastagsága 0,5–1 cm.

Fontos, hogy az egyes rétegek úgy kerüljenek egymásra, hogy az előző még enyhén nedves legyen, amikor a következő rákerül. A rétegek mészben egyre gazdagabbak, egyre finomabb homokot tartalmaznak, az utolsó, az intonaco gyakran homok helyett finom márványporral készül.

### Festés
A festést a harmadik réteg, az intonaco felhordása után kb. egy óra múlva kell megkezdeni, és 6-8 óra alatt be is kell fejezni. Ezután a nedves falból, illetve a vakolatból kifelé szivárgó meszes víz a kép felszínén szétterül, és a levegővel érintkezve vékony mészpáncélt alkot. A javítás ezután csak a vakolat teljes leverése és újraalapozása után lehetséges. Teljes száradás után a színek áttetsző mészkőkristályokba dermedve szinte örök életűek.

## Története
A legkorábbi ismert al fresco készült falfestmények kb. i. e. 1500-ból származnak, Kréta szigetén a knósszoszi palotában találhatók, de Pompeiiből is maradtak fenn kitűnő állapotban lévő freskók. Fénykora az itáliai reneszánszban volt. A freskó technikája az évezredek során szinte semmit se változott, mivel bebizonyította rendkívüli tartósságát.

## Híres festők, híres freskók
- Cimabue (1240 körül – 1302 körül), San Francesco, Assisi
- Giotto di Bondone (1267–1337), Scrovegni-kápolna, Padova
- Masaccio (1401–1428), Santa Maria della Carmina, Firenze
- Piero della Francesca (1415/1420–1492), Chiesa di San Francesco, Arezzo
- Domenico Ghirlandaio (1443–1494), Cappella Tornabuoni, Santa Maria Novella, Firenze
- Michelangelo Buonarroti (1475–1564), A Sixtus-kápolna mennyezetfreskója
- Giovanni Battista Tiepolo (1696–1770) munkái
- Franz Anton Maulbertsch (1724–1795): Krisztus diadala, Székesegyház, Győr,
- Chiovini Ferenc (1899–1981) és Aba-Novák Vilmos (1894–1941): Szent Kereszt felmagasztalása templom, Jászszentandrás (1933)[1]